# 박은혜 (모델)
박은혜(1988년 9월 8일~)은 대한민국의 모델이다.

## 학력
- 동덕여자대학교 모델과

## 방송 작품
- 2006년 Mnet 아이 엠 어 모델

## 경력
- 잡지 보그걸
- 세븐틴
- 슈어
- 휘가로 걸